# Cherokee County (Alabama)
Cherokee County ist ein County im Bundesstaat Alabama der Vereinigten Staaten. Der Verwaltungssitz (County Seat) ist Centre. Das County gehört zu den Dry Countys, was bedeutet, dass der Verkauf von Alkohol eingeschränkt oder verboten ist.

## Geographie
Das County liegt im Nordosten von Alabama, grenzt im Osten an Georgia, ist im Norden etwa 60 km von Tennessee entfernt und hat eine Fläche von 1554 Quadratkilometern, wovon 121 Quadratkilometer Wasserfläche sind. Es grenzt im Uhrzeigersinn an folgende Countys: Cleburne County, Calhoun County, Etowah County und DeKalb County.

## Geschichte
Der bekannte Häuptling Pathkiller, der die Cherokee im Creek-Krieg von 1813/14 anführte, lebte in Turkeytown nahe dem heutigen Centre. Cherokee County wurde am 9. Januar 1836 auf Beschluss der State Legislature aus Teilen des Landes gebildet, das die Cherokee kurz zuvor im Vertrag von New Echota an die Vereinigten Staaten abgetreten hatten. Benannt wurde es nach diesem hier ursprünglich lebenden Volk, das in den 1830er Jahren auf dem Pfad der Tränen nach Oklahoma deportiert wurde. Der erste Sitz der Countyverwaltung war im gerade erst gegründeten Cedar Bluff. 1844 wurde es dann in das zentraler gelegene Centre verlegt. Im Sezessionskrieg bestand das 19. Alabama Kavallerieregiment, das unter General Joseph Wheeler kämpfte, fast ausschließlich aus Freiwilligen des Cherokee Countys. Das County war für die Konföderierten ein bedeutender Standort für die Eisenerzgewinnung. Zwei Hochöfen wurden im Bürgerkrieg durch Unionstruppen zerstört. Die größte Anlage, der 1862 erbaute Cornwell Furnace, entging diesem Schicksal, obwohl General William Tecumseh Sherman 1864 zweimal seine Verheerung angeordnet hatte. Die 1870 gegründete Gaylesville Academy war die erste staatliche Schule im nordöstlichen Alabama. Im Jahr 1882 erließ Cedar Bluff als erste Gemeinde in Amerika Prohibitionsgesetze. Im Jahr 1937 wurde das County von der Tennessee Valley Authority an das Stromnetz angeschlossen. 1961 errichtete die Alabama Power Company zur Energiegewinnung einen Staudamm am Coosa River. Der dadurch entstandene Weiss Lake ist eine der beliebtesten Wasserstraßen des Bundesstaats.

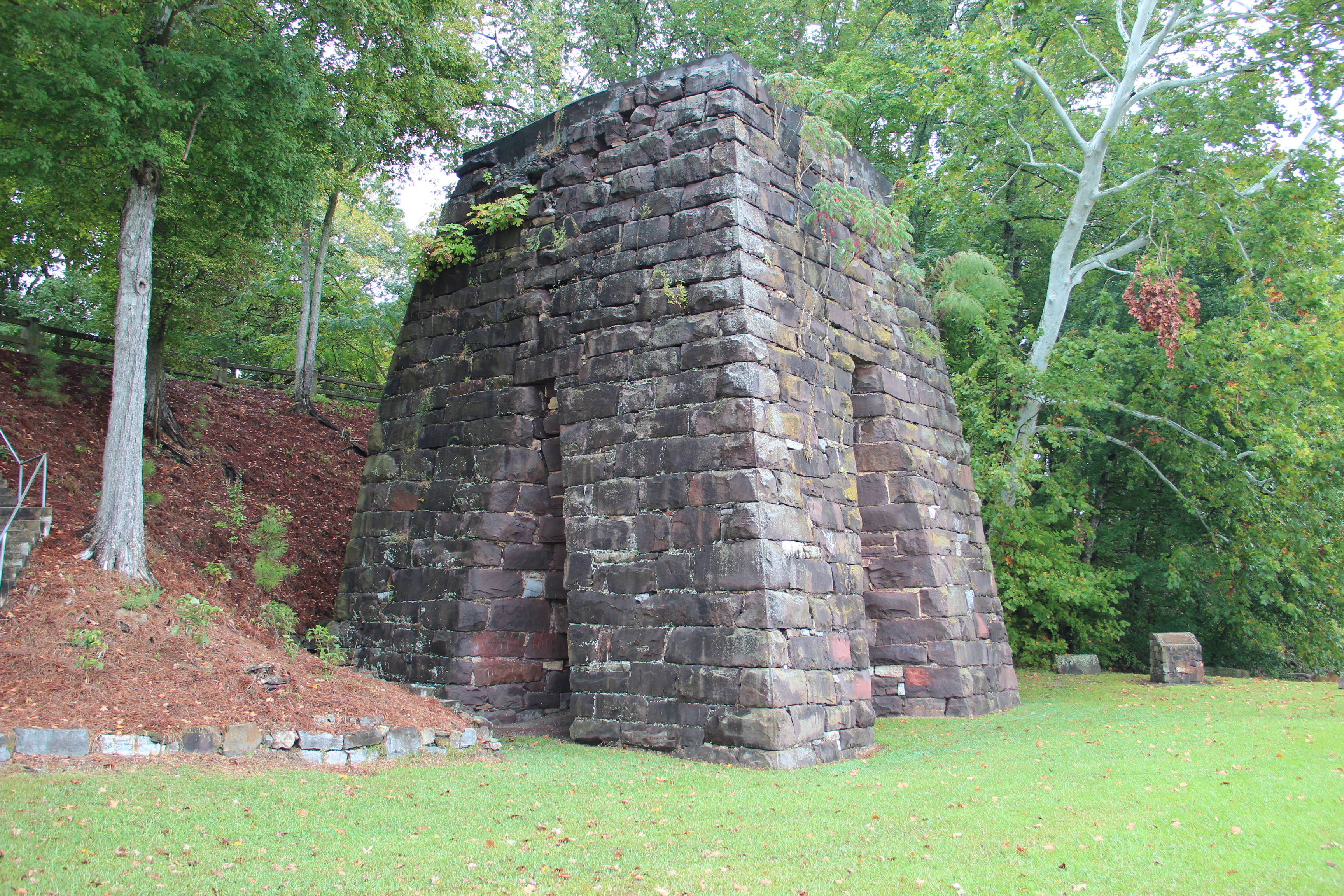
Die Cornwall Furnace (2015) ist seit September 1972 im NRHP eingetragen.

Ein Bauwerk im County ist im National Register of Historic Places (NRHP) eingetragen (Stand 30. März 2020), die Cornwall Furnace.

## Demographische Daten

Alterspyramide des Cherokee County

Nach der Volkszählung im Jahr 2000 lebten im Cherokee County 23.988 Menschen. Davon wohnten 360 Personen in Sammelunterkünften, die anderen Einwohner lebten in 9.719 Haushalten und 7.201 Familien. Die Bevölkerungsdichte betrug 17 Einwohner pro Quadratkilometer. Ethnisch betrachtet setzte sich die Bevölkerung zusammen aus 92,83 Prozent Weißen, 5,54 Prozent Afroamerikanern, 0,31 Prozent amerikanischen Ureinwohnern, 0,14 Prozent Asiaten und 0,35 Prozent aus anderen ethnischen Gruppen; 0,83 Prozent stammten von zwei oder mehr Ethnien ab. 0,85 Prozent der Bevölkerung waren spanischer oder lateinamerikanischer Abstammung.
Von den 9.719 Haushalten hatten 28,9 Prozent Kinder und Jugendliche unter 18 Jahren, die bei ihnen lebten. In 61,4 Prozent lebten verheiratete, zusammen lebende Paare, 9,2 Prozent waren allein erziehende Mütter, 25,9 Prozent waren keine Familien, 23,9 Prozent aller Haushalte waren Singlehaushalte und in 10,4 Prozent lebten Menschen im Alter von 65 Jahren oder darüber. Die Durchschnittshaushaltsgröße betrug 2,43 und die durchschnittliche Familiengröße betrug 2,86 Personen.
22,2 Prozent der Bevölkerung waren unter 18 Jahre alt, 7,6 Prozent zwischen 18 und 24, 27,6 Prozent zwischen 25 und 44, 26,7 Prozent zwischen 45 und 64 und 15,9 Prozent waren 65 Jahre oder älter. Das Durchschnittsalter betrug 40 Jahre. Auf 100 weibliche Personen kamen 96,7 männliche Personen und auf Frauen im Alter von 18 Jahren und darüber kamen 93,5 Männer.
Das jährliche Durchschnittseinkommen eines Haushalts betrug 30.874 USD, das Durchschnittseinkommen einer Familie 36.920 USD. Männer hatten ein Durchschnittseinkommen von 29.978 USD, Frauen 20.958 USD. Das Prokopfeinkommen betrug 15.543 USD. 11,8 Prozent der Familien und 15,6 Prozent der Einwohner lebten unterhalb der Armutsgrenze.

## Orte im County
- Adams Crossroads
- Alexis
- Antioch
- Ball Flat
- Bay Springs
- Berry Springs
- Billy Goat Hill
- Blanche
- Blue Pond
- Bluffton
- Bomar
- Bristow
- Broomtown
- Burgess
- Cedar Bluff
- Centre
- Chesterfield
- Congo
- Cornwall Furnace
- Dewey
- Dixon Shop
- Ellisville
- Estes Crossroads
- Ewing
- Farill
- Forney
- Frog Mountain
- Fullerton
- Gaylesville
- Gnatville
- Grassland
- Grover
- Hopewell
- Howells Crossroads
- Hurley
- Jamestown
- Key
- Kirks Grove
- Lawrence
- Leesburg
- Leonard
- Little River
- Mackey
- Maple Grove
- McCord Crossroads
- McFrey Crossroads
- McGhee
- Moshat
- New Moon
- Newberry Crossroads
- Noah
- Oceola
- Old Coloma
- Pine Grove
- Piney
- Plano
- Pleasant Gap
- Pope
- Ringgold
- Rock Run
- Round Mountain
- Sand Rock
- Sandy Springs
- Sanford Springs
- Slackland
- Spring Garden
- Taft
- Tecumseh
- Tecumseh Furnace
- Tennala
- Tucker Crossroads
- Waterloo Springs
- Watson
- Whorton